# Bibíkovo
Bibíkovo (en rus: Бибиково) és un poble de l'óblast de Tula, a Rússia, segons el cens del 2010 tenia 128 habitants.